# Collabium pumilum
Collabium pumilum är en orkidéart som först beskrevs av Johannes Jacobus Smith, och fick sitt nu gällande namn av Gunnar Seidenfaden. Collabium pumilum ingår i släktet Collabium, och familjen orkidéer.
Artens utbredningsområde är Sulawesi. Inga underarter finns listade i Catalogue of Life.